# Corrida e Caminhada pela Paz

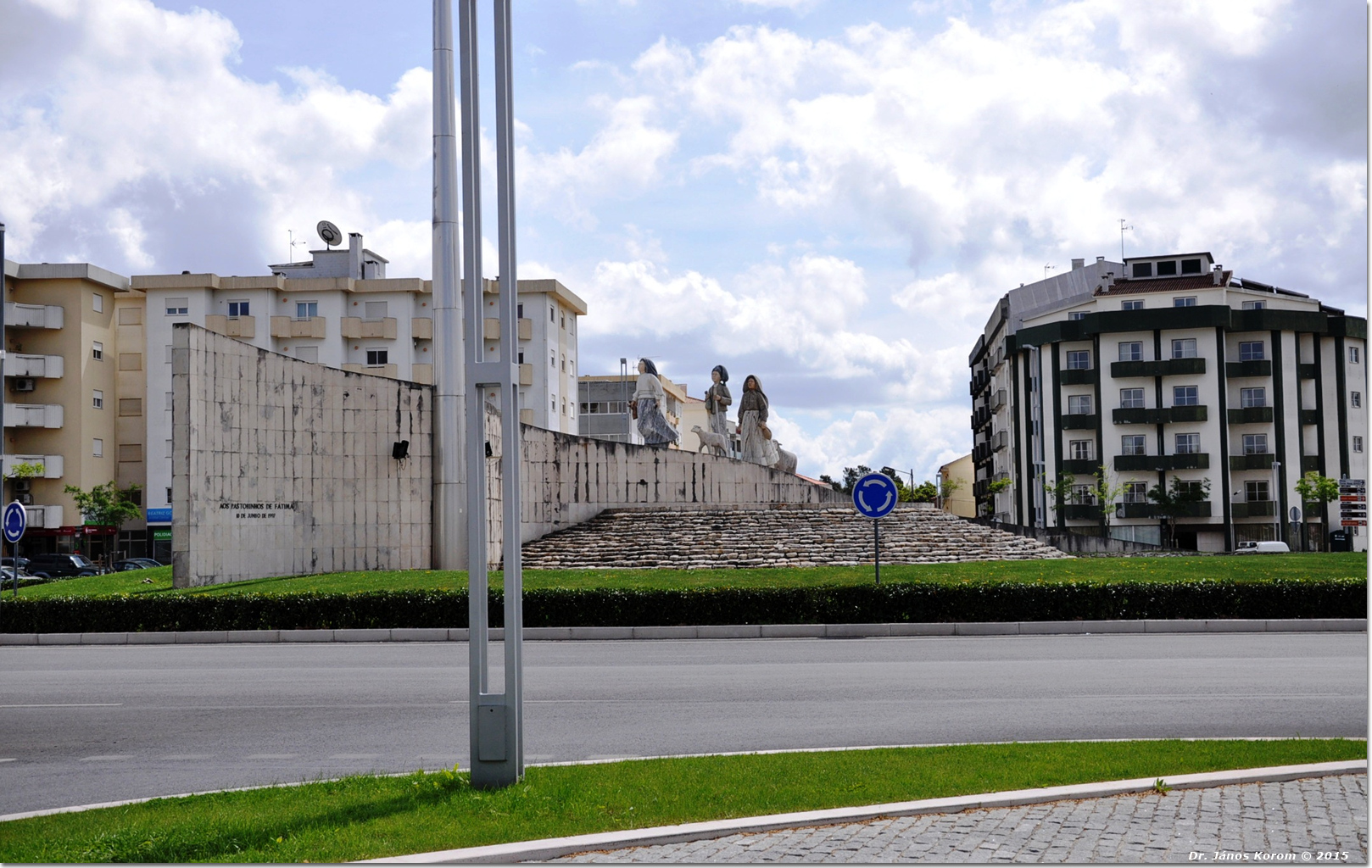
A Rotunda e a Avenida dos Pastorinhos, em Fátima, Portugal, são os principais locais de passagem da Corrida e Caminhada pela Paz.

A Corrida e Caminhada pela Paz é uma corrida e caminhada solidária anual decorrida na cidade de Fátima, em Portugal, e a qual percorre a distância de 10 km e de 5 km, respetivamente, e atravessa os lugares da Cova da Iria, dos Valinhos e de Aljustrel.

## Organização
Esta é uma iniciativa do Grupo de Atletismo de Fátima (GAF) com o apoio da Câmara Municipal de Ourém, da Junta de Freguesia de Fátima, da Federação Portuguesa de Atletismo e da Associação de Atletismo de Santarém, a qual é patrocinada maioritariamente pela companhia internacional Liberty Seguros e conta com a participação de alguns dos atletas portugueses medalhados nos Jogos Olímpicos.
O Santuário de Nossa Senhora de Fátima também se associa a esta iniciativa anual que visa promover a paz.

### Escalões Masculinos:
- Seniores (18 a 34 anos)
- Veteranos M35 (35 a 39 anos)
- Veteranos M40 (40 a 44 anos)
- Veteranos M45 (45 a 49 anos)
- Veteranos M50 (50 a 54 anos)
- Veteranos M55 (55 a 59 anos)
- Veteranos M60 (60 anos ou mais)

### Escalões Femininos:
- Seniores (18 a 34 anos)
- Veteranas F35 (35 a 39 anos)
- Veteranas F40 (40 a 44 anos)
- Veteranas F45 (45 a 49 anos)
- Veteranas F50 (50 anos ou mais)